# Plac Muzealny we Wrocławiu
Plac Muzealny we Wrocławiu (Museumsplatz) – plac położony we Wrocławiu, na Przedmieściu Świdnickim, w obrębie Starego Miasta. Plac został wytyczony i działki rozparcelowane w XIX wieku, a następnie wybudowano tu w latach 1875-1880 siedzibę Śląskiego Muzeum Sztuk Pięknych, skąd zaczerpnięto nazwę dla placu .

## Historia

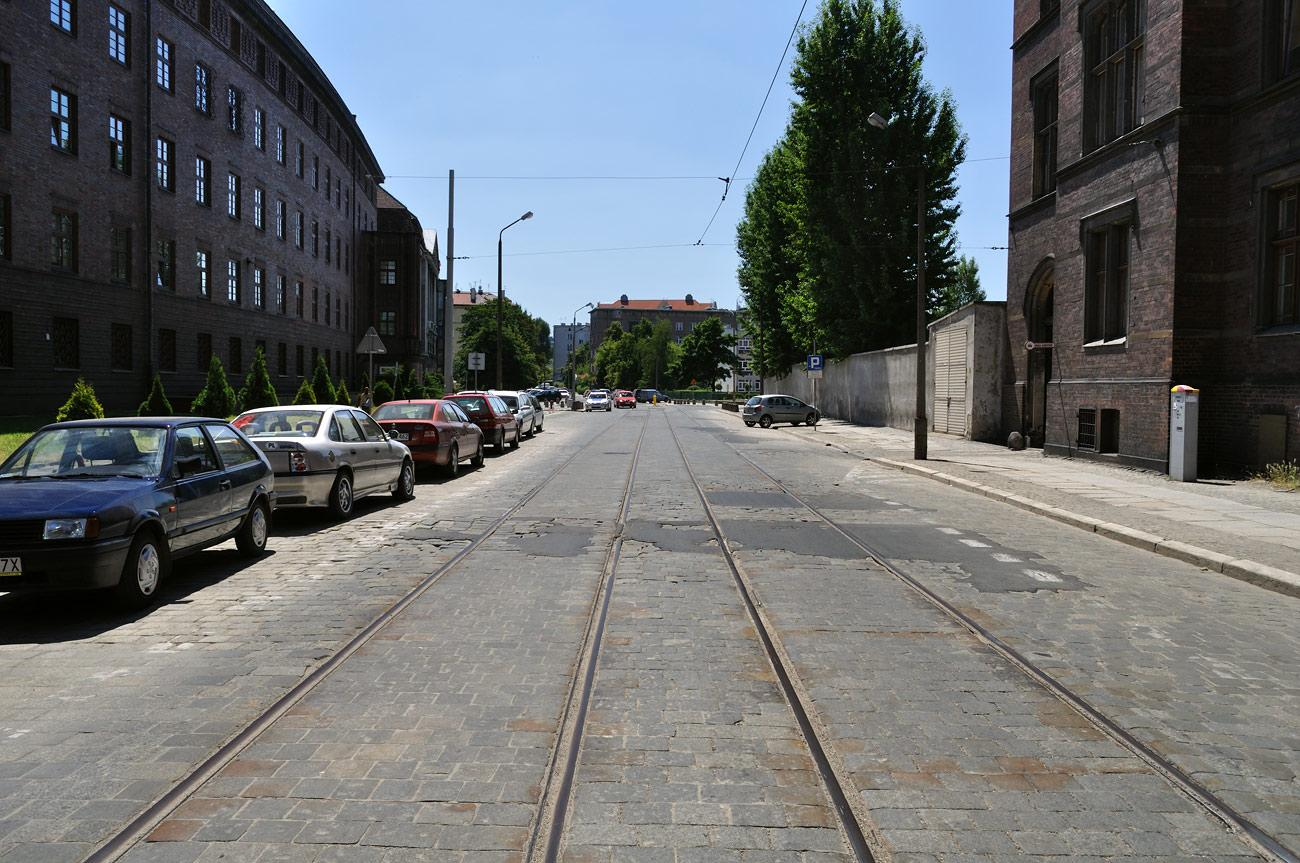
Ul. Muzealna (widok w kierunku placu).

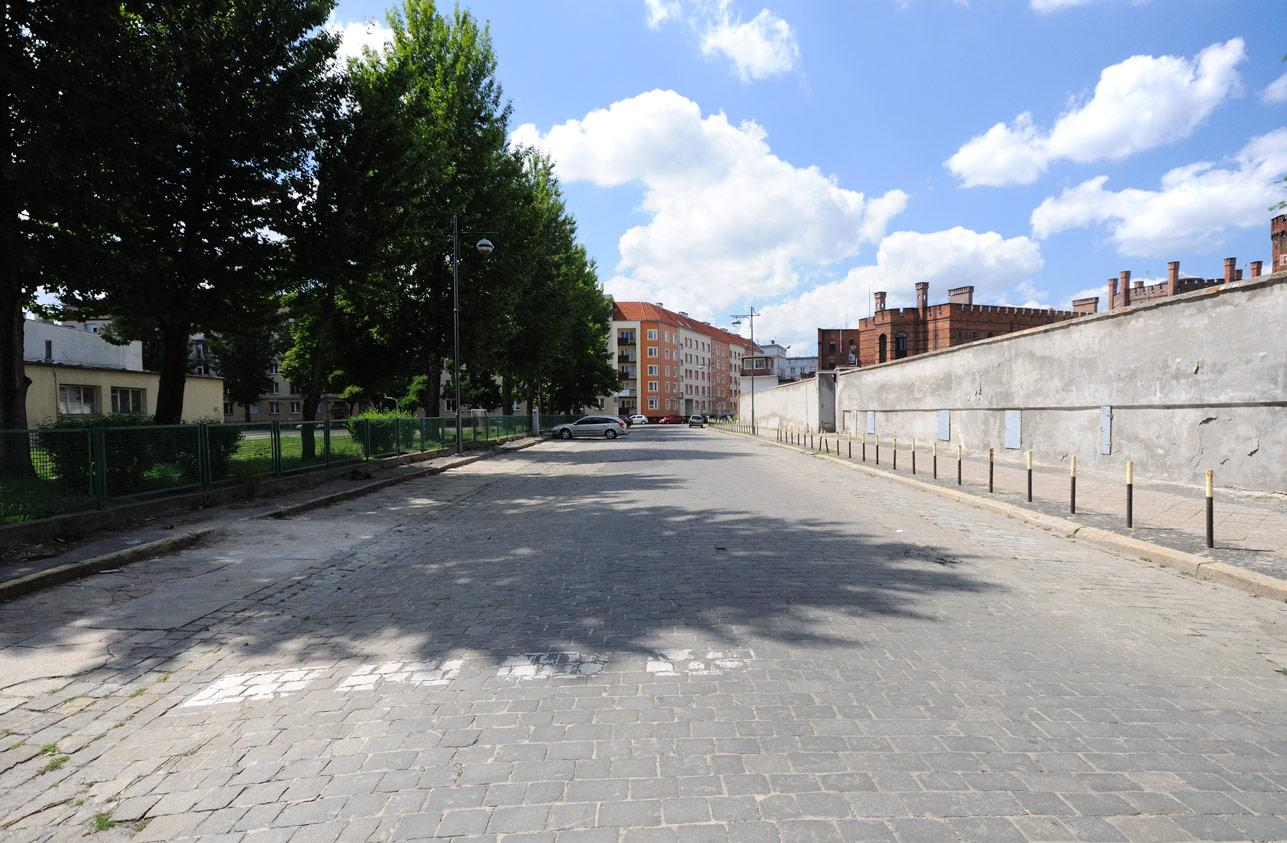
Ul. Świebodzka (po lewej teren szkoły).

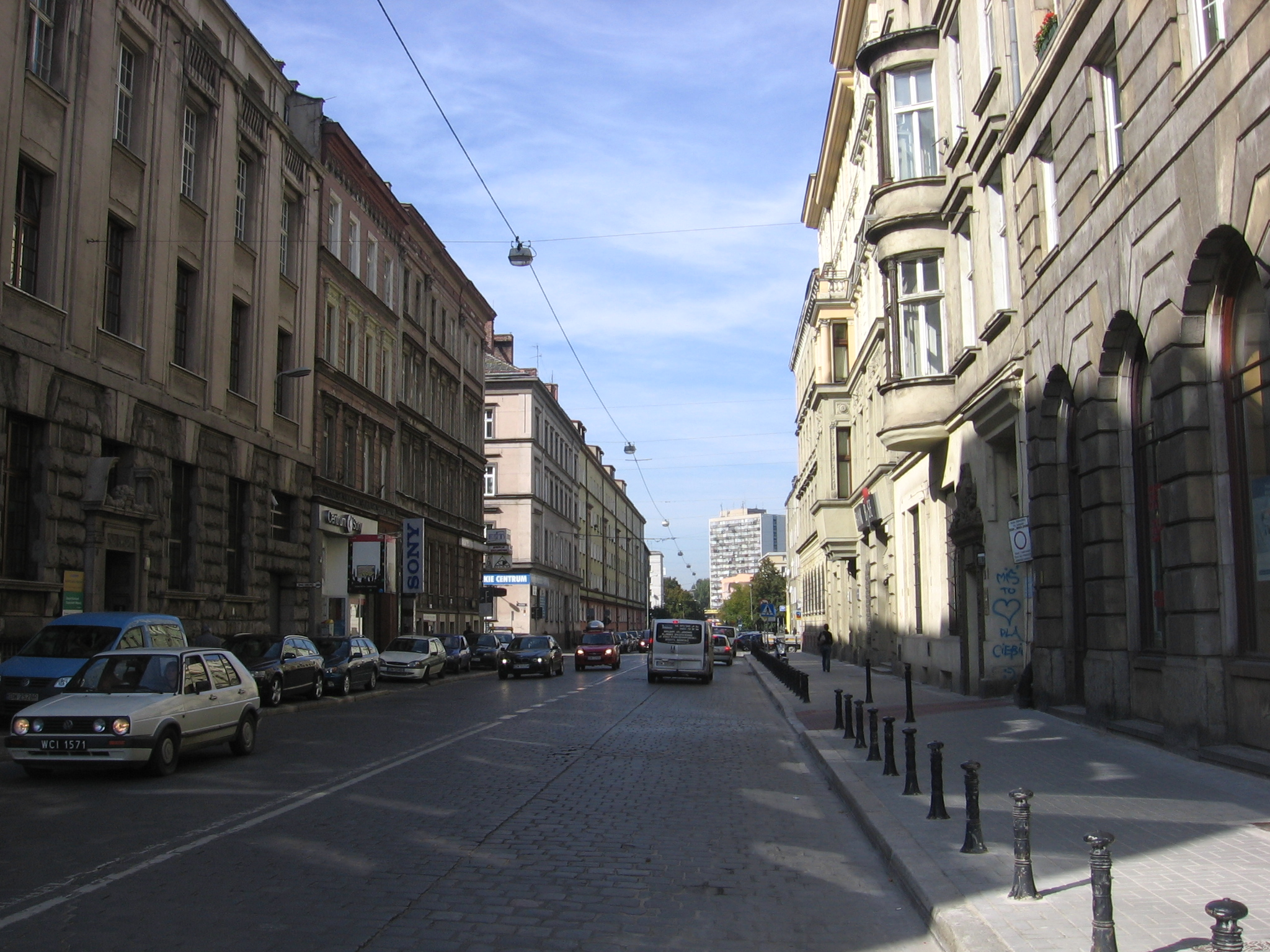
Ul. T. Kościuszki (widok w kierunku placu Muzealnego i dalej w tle placu Legonów).

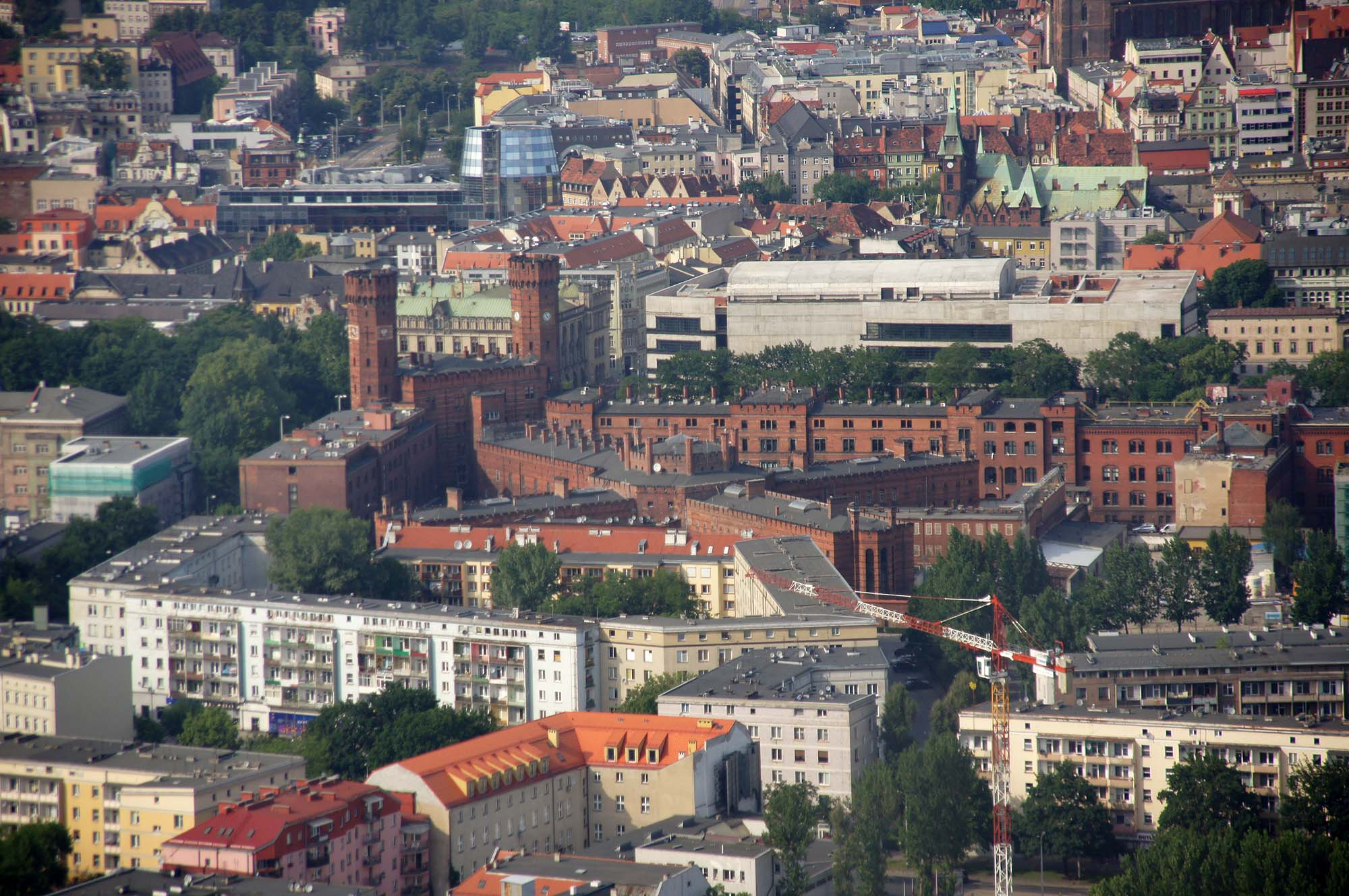
Plac (lewy dolny róg przy ramieniu żurawia).

W miejscu dzisiejszego placu znajdowała się ujeżdżalnia i magazyny pułku kirasjerów. Po wschodniej stronie od 1857 roku (1855 r.) istniała między innymi Willa Eichborna. W 1866 roku obszar ten został zakupiony przez magistrat. W 1873 roku wytyczono plac oraz przyległe ulice, a pozyskane tereny rozparcelowano. Sam plac został ukształtowany na planie kwadratu.
W latach 1875–1880, zgodnie z pierwotnymi założeniami, wybudowano tu siedzibę Śląskiego Muzeum Sztuk Pięknych (Museum der Bildende Kunste, Schlesisches Museum der Bildenen Kuenste ). Budynek został zaprojektowany przez Otto Ratheya , którego koncepcja wybrana została w konkursie. Miał on formę gmachu o charakterze monumentalnym, ukształtowanym w oparciu o formy zaczerpnięte ze stylu klasycystycznego. W 1901 roku przed gmachem odsłonięto pomnik cesarza Fryderyka III.
Zabudowę wokół placu stanowiły kamienice budowane również w latach 1875-1880. Projektantami tej zabudowy byli między innymi architekci: Friedrich Barchewitz, Karl Schmidt, M. Schlesingern. W pobliżu powstał również gmach Urzędu Telegraficznego zlokalizowany w południowej pierzei zabudowy wokół placu, którego projektantem był J. Promitz. W latach 1908–1912 po stronie wschodniej placu wybudowano także budynek zaprojektowany przez Richarda Mohra, który przeznaczony został na siedzibę loży masońskiej "Hermann zur Bestündigkeit" . Tu powstały także kamienice czynszowe, również projektu Richarda Mohra, w miejscu rozebranej w 1907 roku Willi Eichborna.
Podczas działań wojennych, kiedy to Wrocław został ogłoszony twierdzą i był oblegany w 1945 r. przez Armię Czerwoną, zabudowa w rejonie placu uległa zniszczeniu. Z ocalałych i zachowanych do dziś budynków pozostały jedynie kamienice w pierzei wschodniej wraz z budynkiem dawnej loży masońskiej, który został przeznaczony do użytkowania dla potrzeb klubu policyjnego . Około 1960 roku rozebrano pozostałości budynku samego muzeum , a w jego miejscu wybudowano budynek szkolny  . Szkoła podstawowa funkcjonuje tu od 1969 r.. Tereny zaś wokół placu zostały zabudowane osiedlem o funkcjach mieszkalnych i usługowych, zaprojektowanym pod koniec lat 50. XX wieku, a zrealizowanym na przełomie lat 50. i 60. XX wieku (osiedle mieszkaniowe Plac PKWN) .

## Ulice
Do placu przypisane są następujące ulice:
- od ulicy Tadeusza Kościuszki do Placu Legionów o długości 116 m[3][6][10][14][15]
- od ulicy Świebodzkiej o długości 226 m[3][16]

mające status drogi gminnej, oraz
- sięgacz o długości 85 m, mający status drogi wewnętrznej[3].

Z placem łączą się ulice: Muzealna, Tadeusza Kościuszki, Świebodzka i plac Legionów (do lat 1965/1970 ulica Krótka).

## Nazwy
Nazwa placu pochodzi od zlokalizowanego tu niegdyś muzeum: Museum der Bildende Kunste (Śląskie Muzeum Sztuk Pięknych, Schlesisches Museum der Bildenen Kuenste ). Po II wojnie światowej, mimo że budynek muzeum rozebrano i nie powstało w tym miejscu nowe muzeum, nazwę placu zachowano .
Nazwy placu:
- Museumsplatz[1][2]
- Plac Muzealny[1][2].